# Ernst Friedrich Versmann
Ernst Friedrich Versmann, né le 14 juillet 1814 à Tönning et mort le 2 août 1873, est un théologien évangélique allemand.

## Biographie
Ernst Friedrich Versmann naît le 14 juillet 1814 à Tönning. Fils de médecin, il est formé par des tuteurs. Il fréquente ensuite l'école des érudits de Rendsburg et, en 1833, il part étudier la théologie à l'université de Kiel ; plus tard, il se rend à celle de Berlin. En 1838, il passe son examen théologique au château de Gottorf. Il travaille ensuite comme tuteur jusqu'à ce qu'il devienne diacre à Itzehoe le 2 août 1840. Après avoir exercé cette activité pendant huit ans, il est promu archidiacre. Il est actif comme aumônier militaire dans l'armée du Schleswig-Holstein depuis 1850. Cette année-là et l'année suivante, il est également membre de l'assemblée de l'État, en 1854 et en 1860, il participe également aux réunions des domaines. Lorsque le gouvernement danois du Schleswig-Holstein revient au pouvoir à cette époque, de nombreux membres du clergé sont démis de leurs fonctions. Versmann, cependant, peut continuer à occuper son poste. Le 13 juin 1858, on lui offre même la possibilité d'être élu pasteur principal, ce qui le surprend, mais il accepte et est finalement confirmé. Bien qu'il soit devenu prévôt de Münsterdorf dès 1857, il n'assume effectivement cette fonction que le 22 mars 1864. Versmann est envoyé à Berlin en 1867, où il doit rejoindre le ministère de la Culture et devenir Oberkonsistorialrat (Oberkonsistorialrat), mais en même temps il reste aussi prévôt. Le 2 août 1873, après une longue maladie, il meurt d'un infarctus du myocarde à l'âge de 59 ans.

## Publications
Versmann publie et édite plusieurs revues.
- Wie kann einer in das Reich Gottes kommen? In einer Auslegung von Ev. Joh. 3, 1–21 beantwortet (1839)
- Zur Erinnerung an die Confirmation. Mitgabe an Confirmanden (1852)
- Das Leben Jesu. Zwölf Betrachtungen (1865)
- Timm Thode. Mittheilungen aus seinen letzten Lebensjahren (1868)
- Die zehn Gebote, nebst der Erklärung Dr. Luther’s ausgelegt (1870)
- Das Haus. Zwölf Betrachtungen (Kiel 1874)
- Hausthüren und Herzensthüren (1874)
- Christliches Festbüchlein (1876)